# بن بارزمن
بن بارزمن (انگلیسی: Ben Barzman؛ ‏ ۱۲ اکتبر ۱۹۱۰ – ۱۵ دسامبر ۱۹۸۹) فیلم‌نامه‌نویس، رمان‌نویس، و روزنامه‌نگار اهل کانادا بود.
از جمله فیلم‌های او می‌توان به واحه، ال سید، ۵۵ روز در پکن، ملاقات، قهرمانان تلمارک، مکس آبی و زد اشاره کرد.